# Seraucourt-le-Grand
 Seraucourt-le-Grand  es una población y comuna francesa, en la región de Picardía, departamento de Aisne, en el distrito de Saint-Quentin y cantón de Saint-Simon.

## Demografía
| 615 | 540 | 544 | 614 | 738 | 715 |
| Para los censos de 1962 a 1999 la población legal corresponde a la población sin duplicidades (Fuente: INSEE [Consultar]) |     |     |     |     |     |